# Vlksice
Vlksice ist eine Gemeinde in Tschechien. Sie gehört zum Okres Písek.

## Geographie
Vlksice liegt ungefähr 30 Kilometer von Písek entfernt. Bis Prag sind es 68 Kilometer.
Im Gebiet des Dorfes verlaufen die Flüsse Dobřemilický potok und Smutná. Nahe dem Ortskern befinden sich zwei Seen.

## Geschichte
Das Dorf wurde 1291 erstmals urkundlich erwähnt. In der frühen Neuzeit wechselte es mehrmals seinen Eigentümer. Eine Freiwillige Feuerwehr gibt es in Vlksice seit 1903.

## Ortsteile
- Vlksice (Ortskern)
- Dobřemilice
- Klokočov
- Střítež

## Bevölkerungsentwicklung
| Jahr      | 1869 | 1880 | 1890 | 1900 | 1910 | 1921 | 1930 | 1950 | 1961 | 1970 | 1980 | 1991 | 2001 | 2011 | 2021 |
| --------- | ---- | ---- | ---- | ---- | ---- | ---- | ---- | ---- | ---- | ---- | ---- | ---- | ---- | ---- | ---- |
| Einwohner | 601  | 559  | 554  | 487  | 438  | 472  | 429  | 312  | 311  | 246  | 228  | 188  | 139  | 137  | 141  |

## Sehenswürdigkeiten
- Kapelle
- Steinkreuz
- Denkmal zum Ersten Weltkrieg
- Festung Vlksice[2]

## Galerie

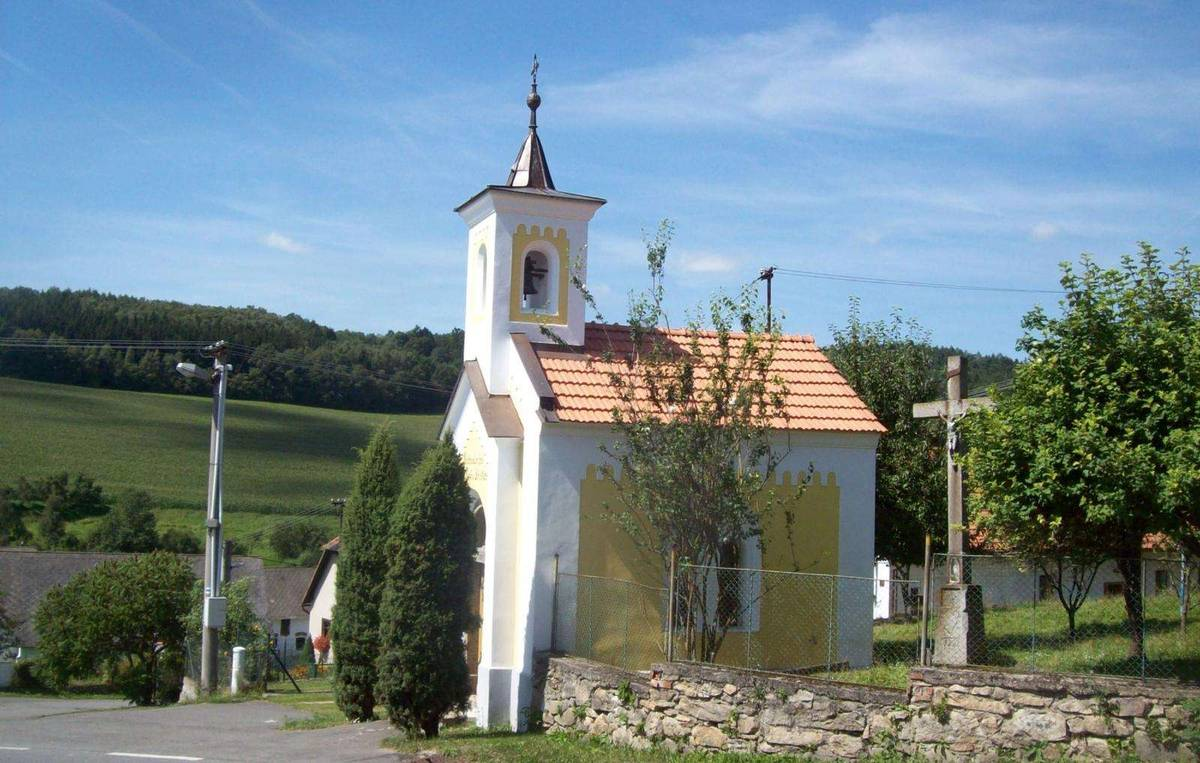
Kapelle im Dorf
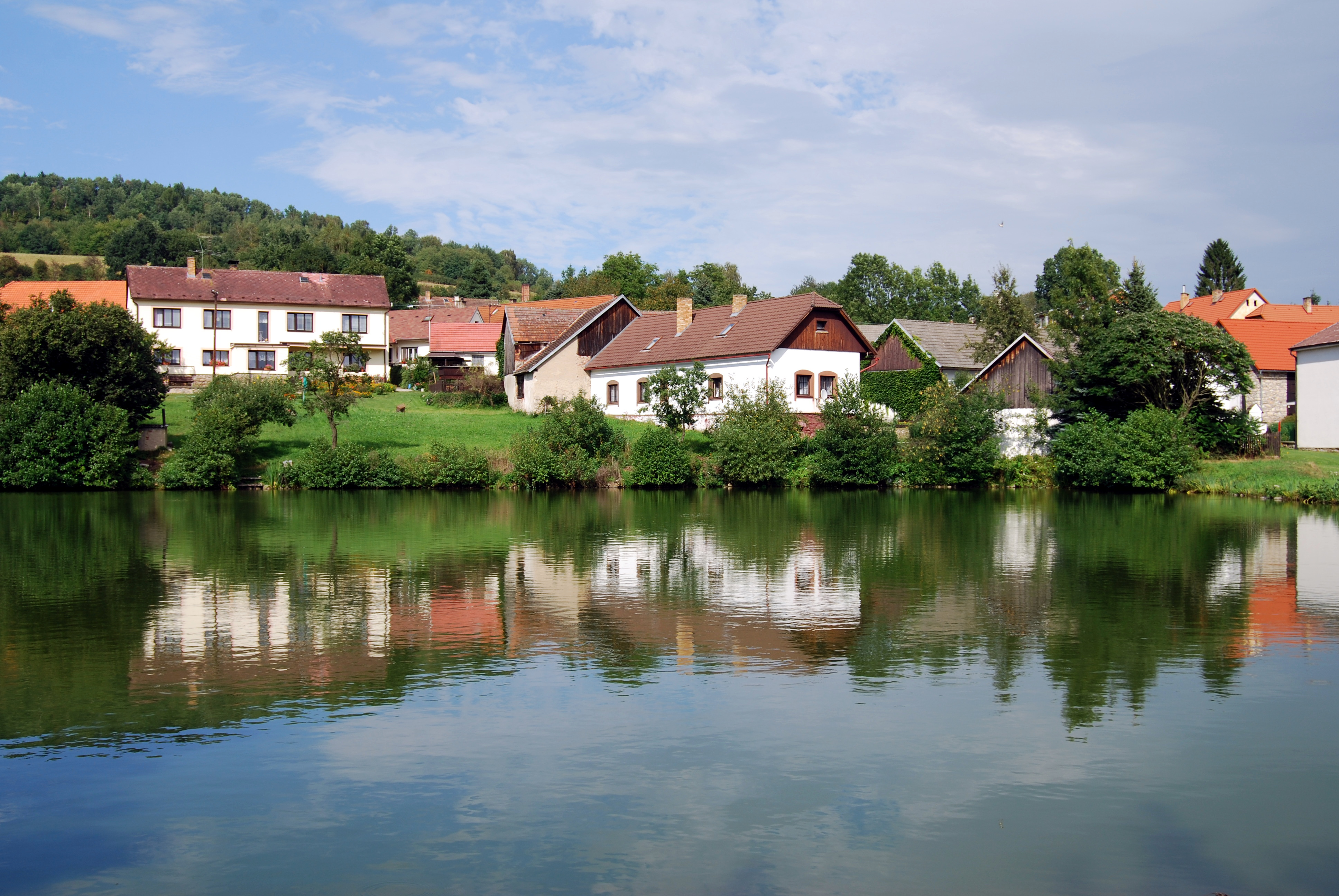
Blick auf Häuser von einem der Seen
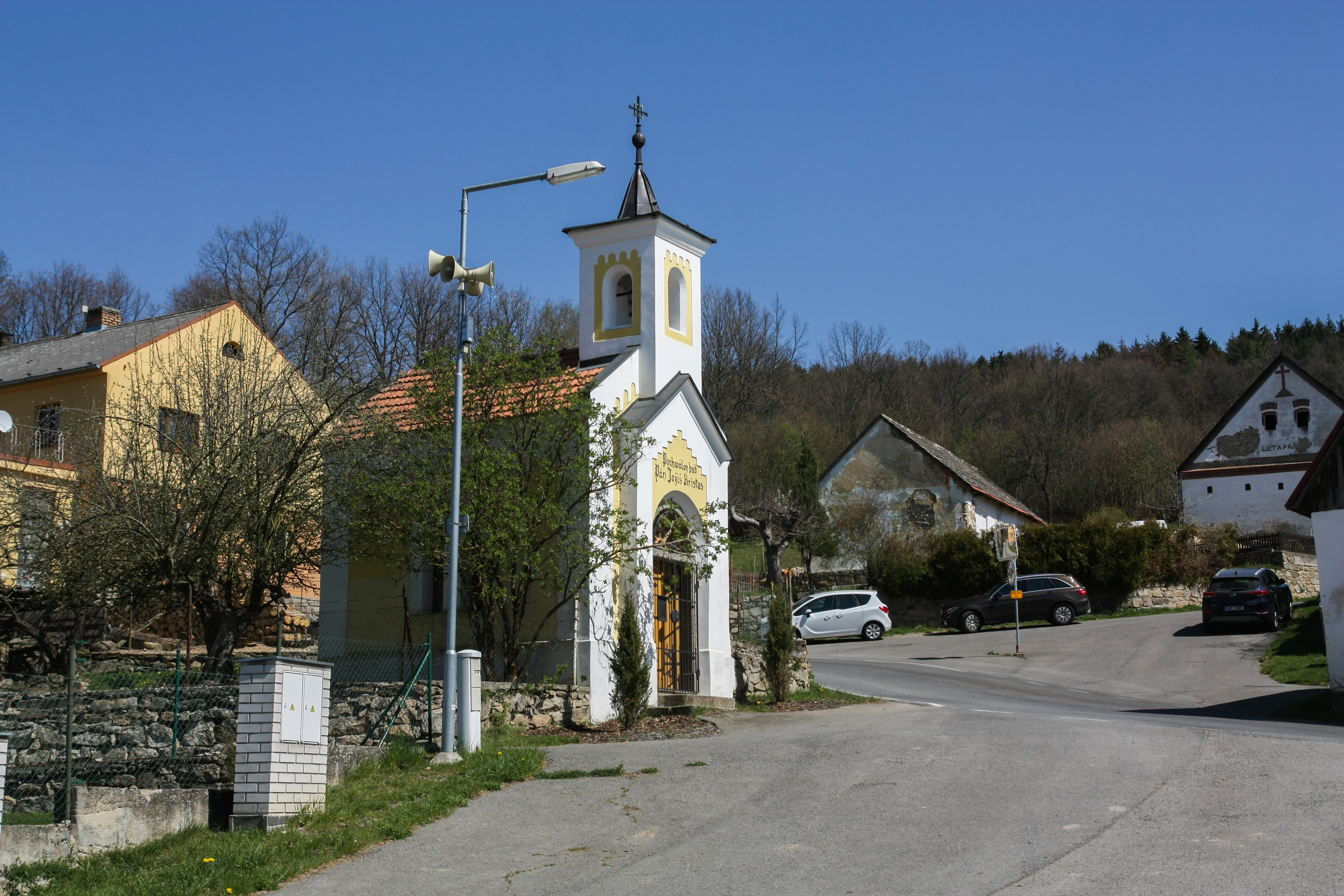
Ortsteil Dobřemilice